# 意達利控股
意達利控股有限公司，簡稱意達利控股（英語：AUTO ITALIA HOLDINGS LIMITED，港交所：0720、OTCBB：AIHLY
），於1954年由李永森創辦前身為「和記行」。
業務為各種名牌產品代理商，負責亞洲，尤其是香港、澳門和中國大陸等。執行主席兼行政總裁兼執行董事是李文輝。其他董事包括李文彬、陳文生等。該上市公司在百慕達註冊，核數師為國衛會計師事務所，法律顧問是胡關李羅律師行及長盛律師事務所等。香港總部在香港新界沙田源順圍2號1樓C單位。

## 歷史
- 1954年，李永森創辦和記行，代理日本入口音響
- 1960年，得山水牌及先鋒牌代理權

## 代理品種
- 汽車：瑪莎拉蒂
- 遊艇：法拉帝、嘉鴻
- 直升機：AgustaWestland
- 空調和雪櫃：三菱重工、北極牌、先力
- 影音設備：樂爵士、Steinway Lyngdorf
- 汽車音響：阿爾派
- 電子消費品
- 時裝和配飾：John Richmond、Sweet Years、Playboy、Marina Yachting

## 外部參考
- autoitalia.com.hk （页面存档备份，存于）
- wokeehong.com.hk
- 李永森，原籍江門市，1954年創辦和記行[永久]